# Lago Anna
El lago Anna (en alemán: Annasee) es un lago situado en la región administrativa de Heilbronn, en el estado de Baden-Württemberg (Alemania).